# Festuca ilgazensis
Festuca ilgazensis är en gräsart som beskrevs av Markgr.-dann. Festuca ilgazensis ingår i släktet svinglar, och familjen gräs. Inga underarter finns listade i Catalogue of Life.